# Modrzew

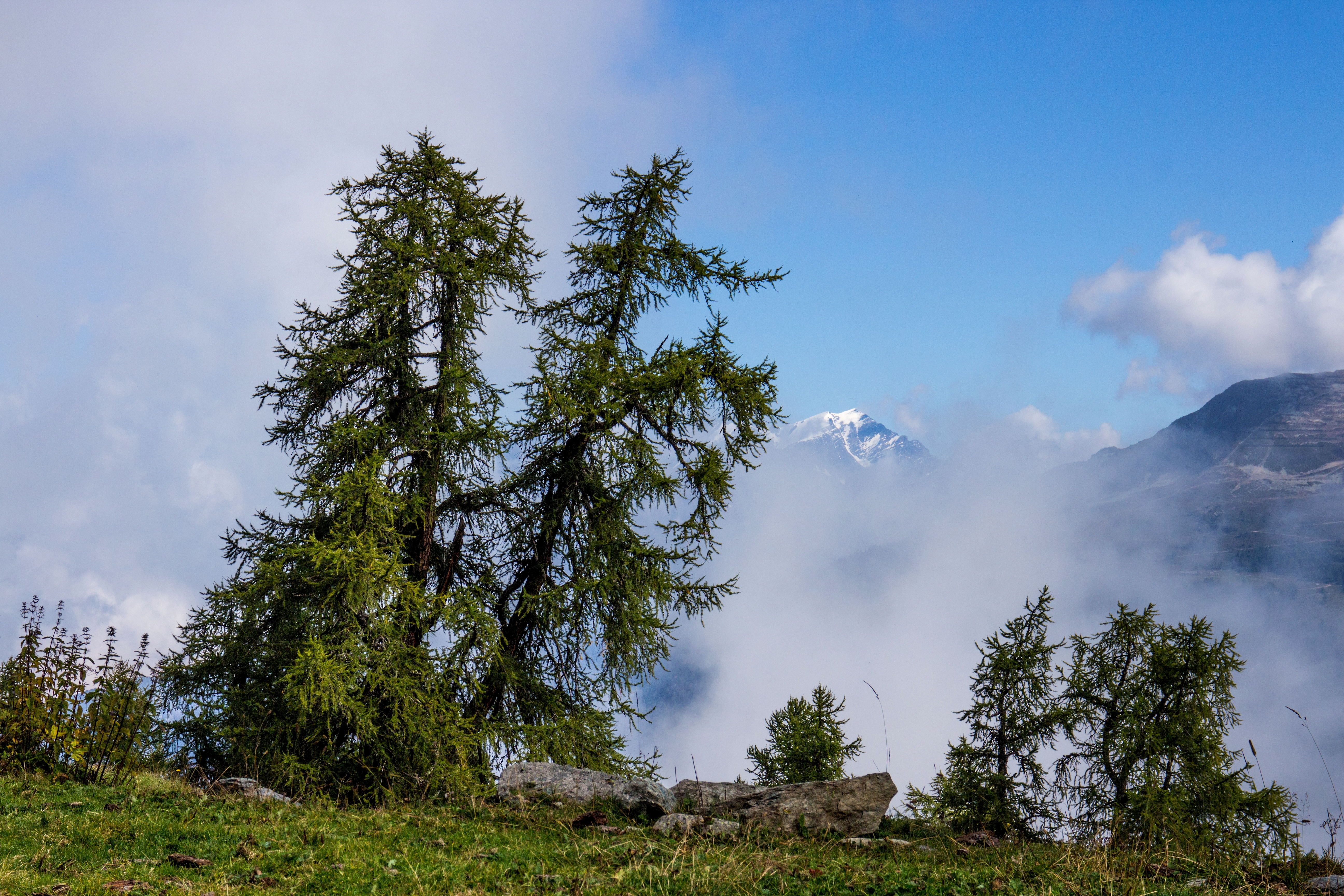
Modrzew europejski w Alpach

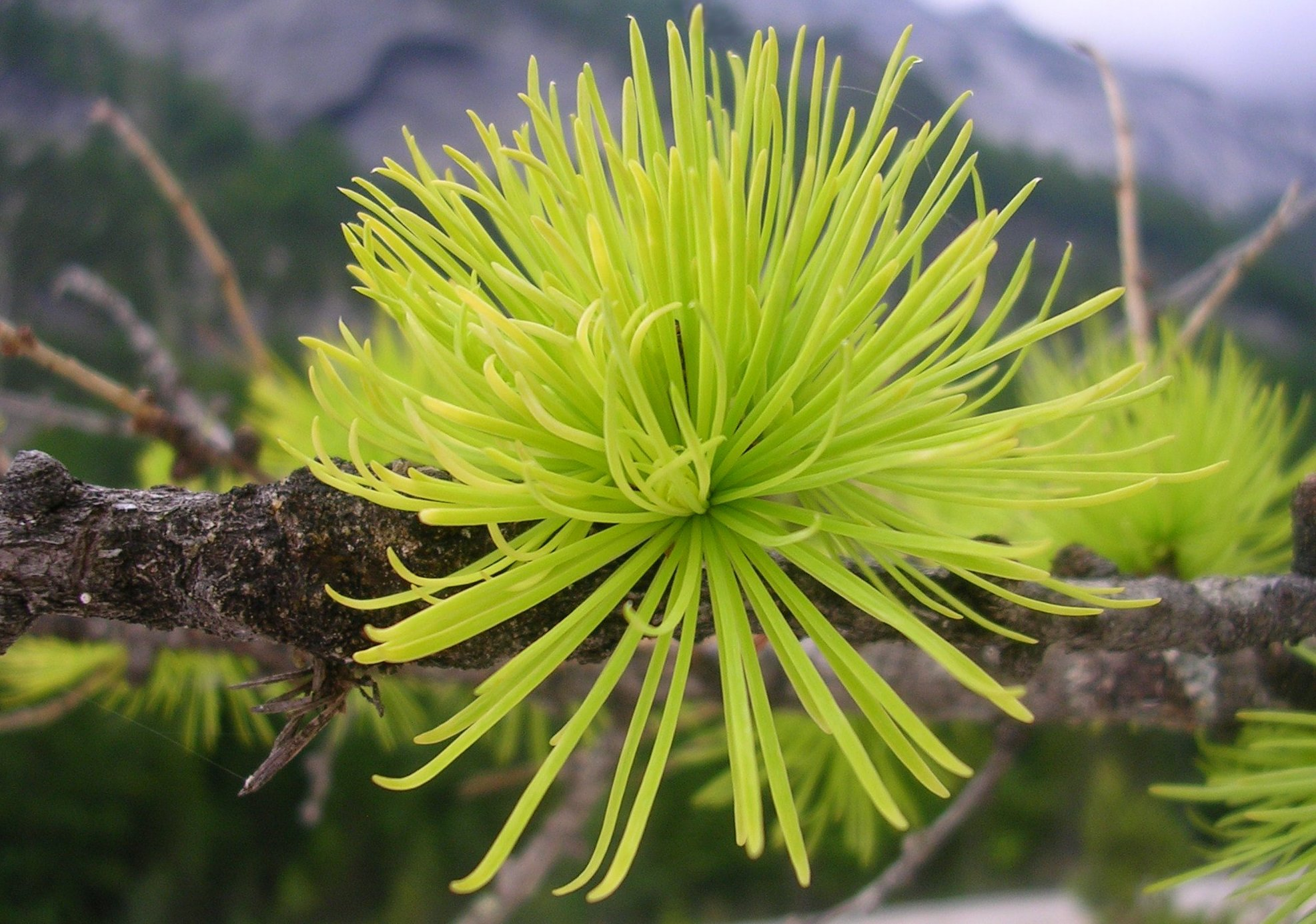
Liście na krótkopędzie modrzewia europejskiego

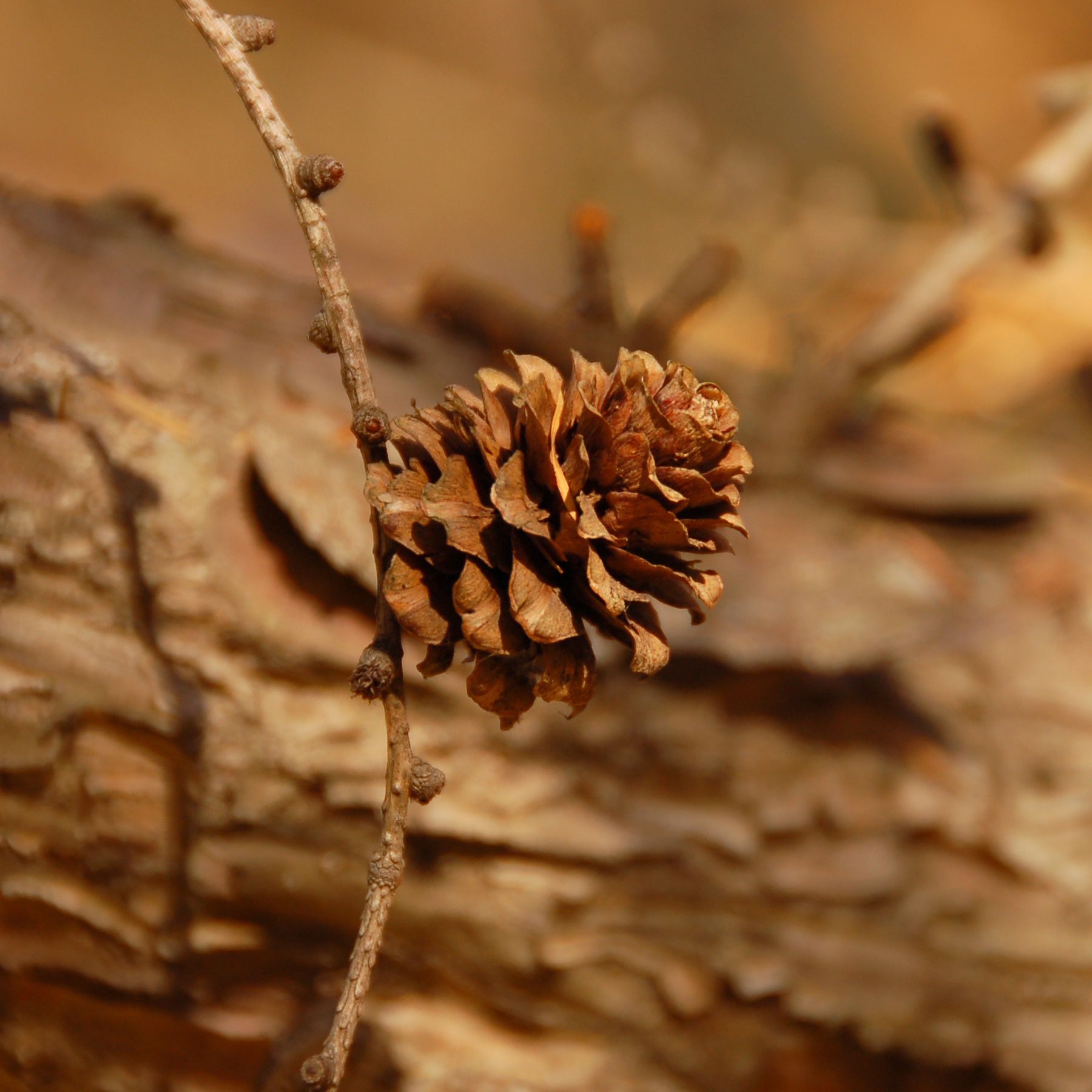
Szyszka modrzewia japońskiego

Modrzew (Larix Mill.) – rodzaj drzew z rodziny sosnowatych. Obejmuje 10, w niektórych ujęciach kilkanaście gatunków. Występują one na obszarach umiarkowanych i chłodnych półkuli północnej. W strefie umiarkowanej zasiedlają obszary górskie, w strefie chłodnej rosną w lasach borealnych i lasotundrze, będąc najdalej na północ sięgającymi drzewami. W Polsce występuje modrzew europejski typowy L. decidua subsp. decidua rosnący w Tatrach, gdzie sięga do górnej granicy lasu, oraz modrzew europejski polski L. decidua subsp. polonica rosnący w środkowej i południowo-wschodniej części kraju. Poza gatunkami rodzimymi do polskich lasów introdukowane zostały: modrzew japoński L. kaempferi i modrzew eurojapoński L. × marschlinsii. Na rozległych obszarach modrzewie są podstawowymi drzewami leśnymi.
Drewno modrzewi (pochodzące od różnych gatunków ma zbliżone właściwości) jest cenionym surowcem o długiej tradycji zastosowań – jest ciężkie, twarde, ale łatwo łupliwe. Po wysuszeniu jest łatwe w obróbce, daje się też łatwo toczyć i polerować. Trwałe jest w podobnym stopniu jak dębowe. W kontakcie z wodą ulega petryfikacji. Od Starożytności uznawane było za idealne do budowy mostów, budowli wodnych, umacniania podmokłych gruntów, stosowane było do budowy rozmaitych budynków, łodzi i okrętów, mebli, skrzyń i beczek, podkładów kolejowych, kopalniaków, słupów telegraficznych, instrumentów muzycznych, boazerii, ogrodzeń i bram. Z żywic modrzewia europejskiego wytwarzano terpentynę wenecką, kora używana była do garbowania skór. Ze względu na walory drewna, ale też małe wymagania i szybki wzrost drzewa te są popularnie uprawiane. Dobrze rosną także na terenach zanieczyszczonych i miejskich, mogą być przycinane i formowane w żywopłoty.

## Rozmieszczenie geograficzne
Wszystkie gatunki modrzewi występują w strefie umiarkowanej i podbiegunowej na półkuli północnej. Centrum zróżnicowania stanowi północno-wschodnia Azja, gdzie rosną: modrzew syberyjski, dahurski, japoński (zróżnicowanie i tworzenie mieszańców w obrębie tamtejszych modrzewi jest powodem wyróżniania szeregu taksonów różnej rangi, w tym także większej liczby gatunków – nawet 9 tylko na obszarze Rosyjskiego Dalekiego Wschodu). Larix mastersiana ma zasięg ograniczony do prowincji Syczuan w Chinach. Szerszy zasięg w Chinach ma modrzew chiński, a modrzew Griffitha ograniczony jest do Himalajów. Z azjatyckich gatunków do północno-wschodniej Europy sięga modrzew syberyjski. Poza nim na kontynencie europejskim obecny jest tylko modrzew europejski (nie licząc gatunków introdukowanych). W Ameryce Północnej rosną trzy gatunki, przy czym modrzew Lyalla i modrzew zachodni mają zasięgi ograniczone do obszarów górskich w zachodniej części kontynentu, a szeroki zasięg w północnej jego części ma modrzew amerykański.

## Morfologia
PokrójDrzewa osiągające od ok. 10–15 m (modrzew Griffitha) do 70–80 m (modrzew zachodni), przy pierśnicy sięgającej do 3 m. Korona jest luźna, piramidalna (od bardzo wąskiej u modrzewia amerykańskiego, do bardzo szerokiej u modrzewia japońskiego) z konarami wyrastającymi w nieregularnych okółkach lub okółków brak. Konary rozpościerają się poziomo natomiast boczne gałęzie zwykle zwisają. Pędy dwojakiego rodzaju – długopędy, ulistnione tylko w pierwszym roku, i krótkopędy rozwijające się na dwuletnich i starszych pędach w kątach liści. Długopędy są bruzdowane, ale gładkie (ślady po igłach drobne i płaskie). Kolor pędów, owłosienie, obecność nalotu woskowego jest zróżnicowane u różnych gatunków i ma duże znaczenie taksonomiczne. Kora szybko zaczyna się łuszczyć, zwykle tarczkowato, z wiekiem kora staje się gruba i głęboko spękana (dość cienka pozostaje tylko u modrzewia amerykańskiego i zachodniego).
LiścieSezonowe (tylko na rocznych siewkach zimozielone) – rozwijają się wczesną wiosną, a jesienią żółkną i opadają. Mają barwę żywozieloną do niebieskawozielonej (np. modrzew japoński), kształt szpilkowaty, są miękkie, płaskie, trójkątne do czworokątnych, na szczycie zaostrzone lub zaokrąglone. Osiągają zwykle od 1,5 do 3,5 cm długości, przy szerokości do 1,8 mm, dłuższe (nawet do 10 cm) wyrastają tylko na silnie rosnących długopędach. Liście wyrastają skrętolegle – luźno na długopędach i gęsto skupione w pęczki (po 10 do 60) na krótkopędach.
KwiatyModrzewie są jak inne sosnowate jednopienne. Kwiaty męskie rozwijają się skupione w kotkowate strobile koloru żółtego, pojawiające się pojedynczo na krótkopędach na zwisających, zeszłorocznych lub starszych gałęziach. Strobile składają się z licznych, spiralnie ułożonych mikrosporofili z dwoma komorami pyłkowymi. Kwiaty żeńskie zebrane w szyszeczkowate, wyrastające na krótkopędach strobile, koloru zwykle czerwonego lub różowego, czasem żółte, zielone lub białawe (kolory bywają zmienne nawet na tym samym okazie). Łuski wspierające w początkowej fazie kwitnienia są dłuższe od łusek nasiennych, które potem je zwykle przerastają i zakrywają. Na brzusznej (doosiowej) stronie łusek nasiennych rozwijają się po dwa zalążki. Kwiaty żeńskie wykształcają się liczniej zwykle w górnej części koron, a męskie w środkowej i dolnej jej części.
SzyszkiZawsze skierowane ku górze, długo utrzymują się na pędach nawet po wysypaniu nasion. Młode szyszki zwykle są zielone, u niektórych gatunków długo utrzymują jednak zabarwienie czerwone do ciemnofioletowego. Dojrzałe, zdrewniałe szyszki osiągają od ok. 1–1,5 cm długości (u modrzewia amerykańskiego) do 10 cm (u modrzewia Griffitha). U większości gatunków szyszki osiągają od 2 do 4 cm długości. Łuski nasienne są nagie lub owłosione (mocno u modrzewia syberyjskiego). Brzeżna część łuski bywa wyprostowana lub u niektórych gatunków w różnym stopniu wygięta. Nasiona rozwijają się po dwa na brzusznej stronie łusek nasiennych. W zarysie trójkątne, zaopatrzone z półkoliste, błoniaste i trwałe skrzydełko.

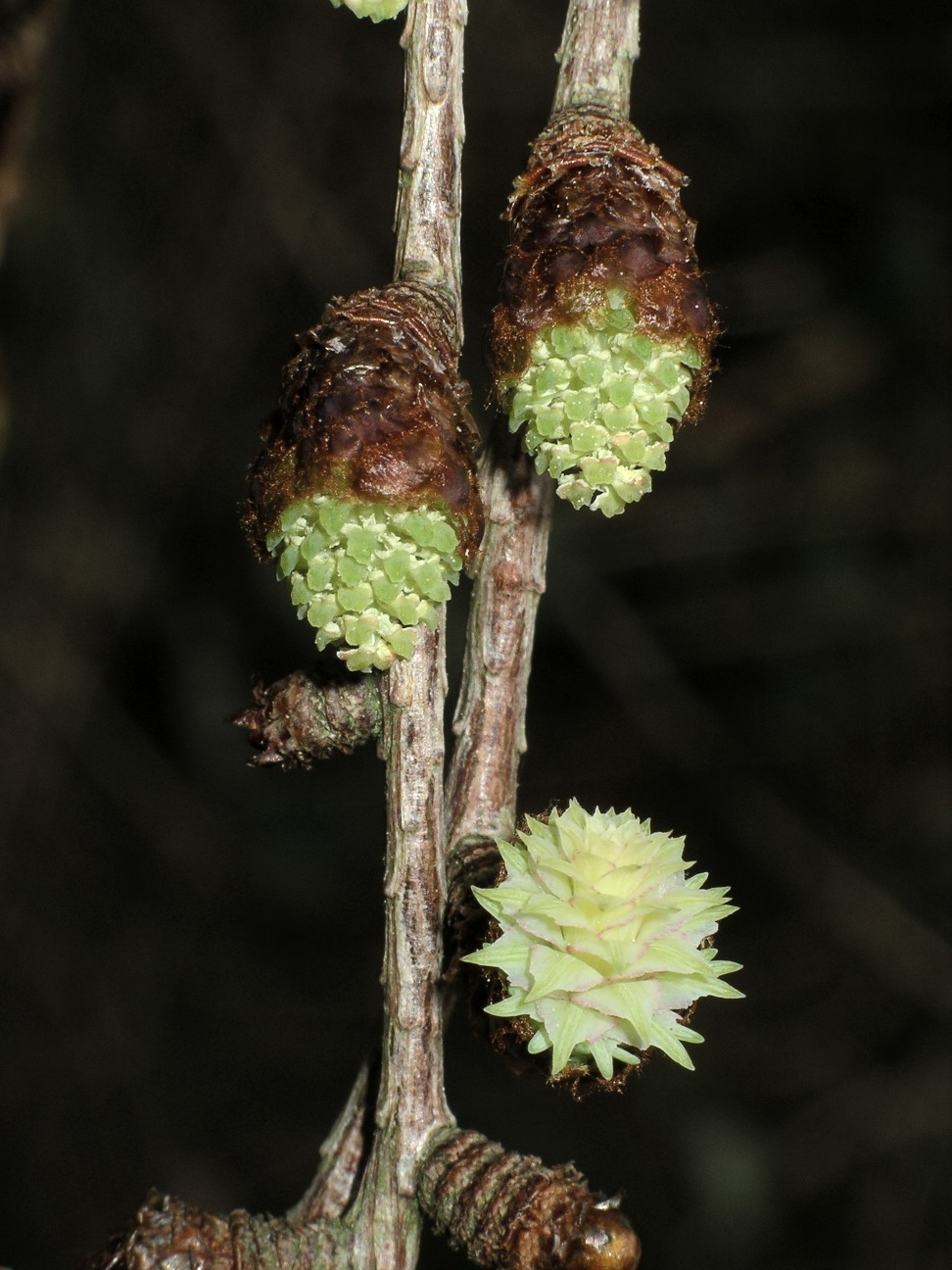
Kwiatostany męskie (u góry) i rozwijający się żeński u dołu (modrzew japoński)
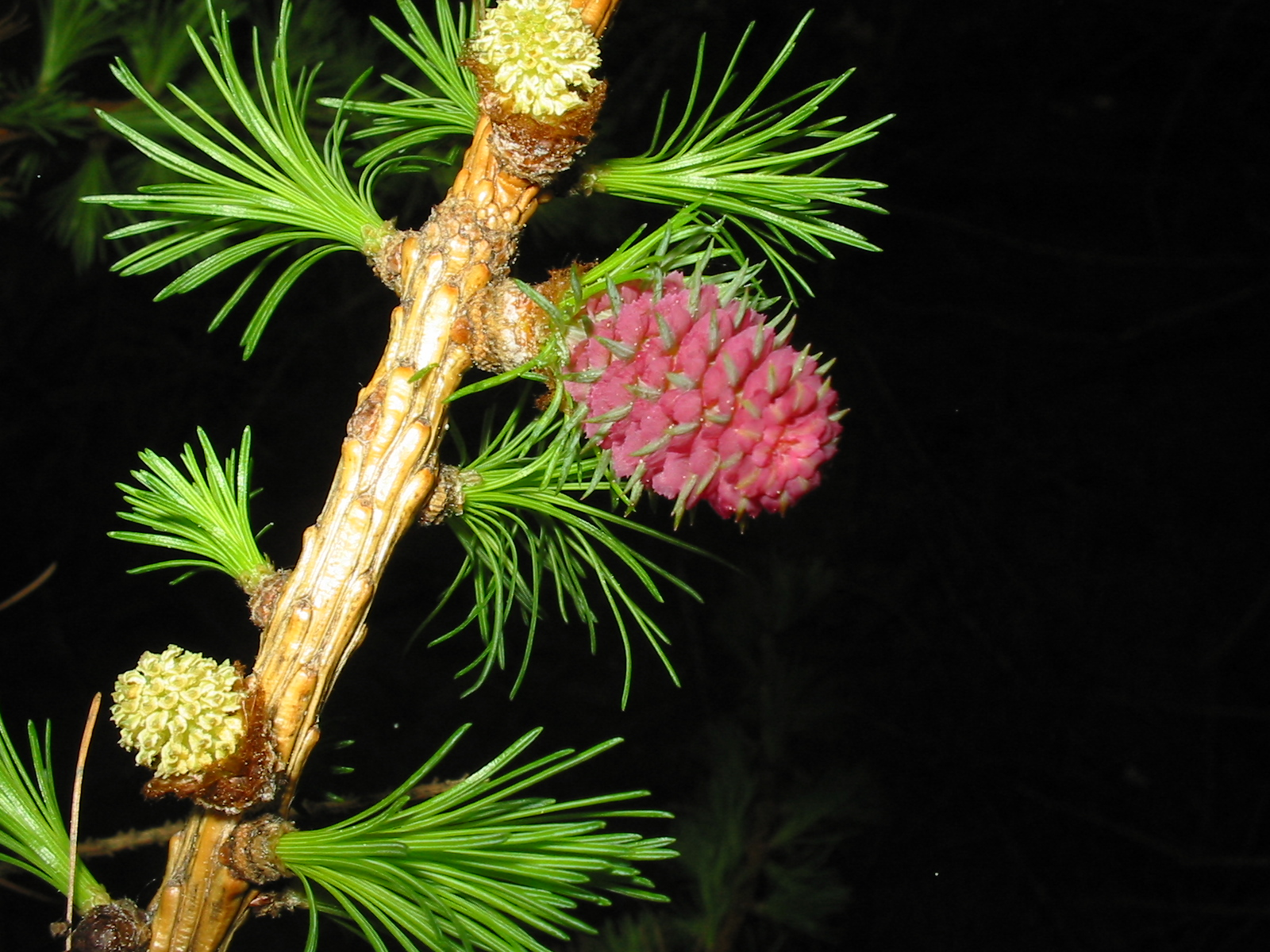
Kwiatostany męskie (po lewej) i żeński (po prawej) (modrzew europejski)
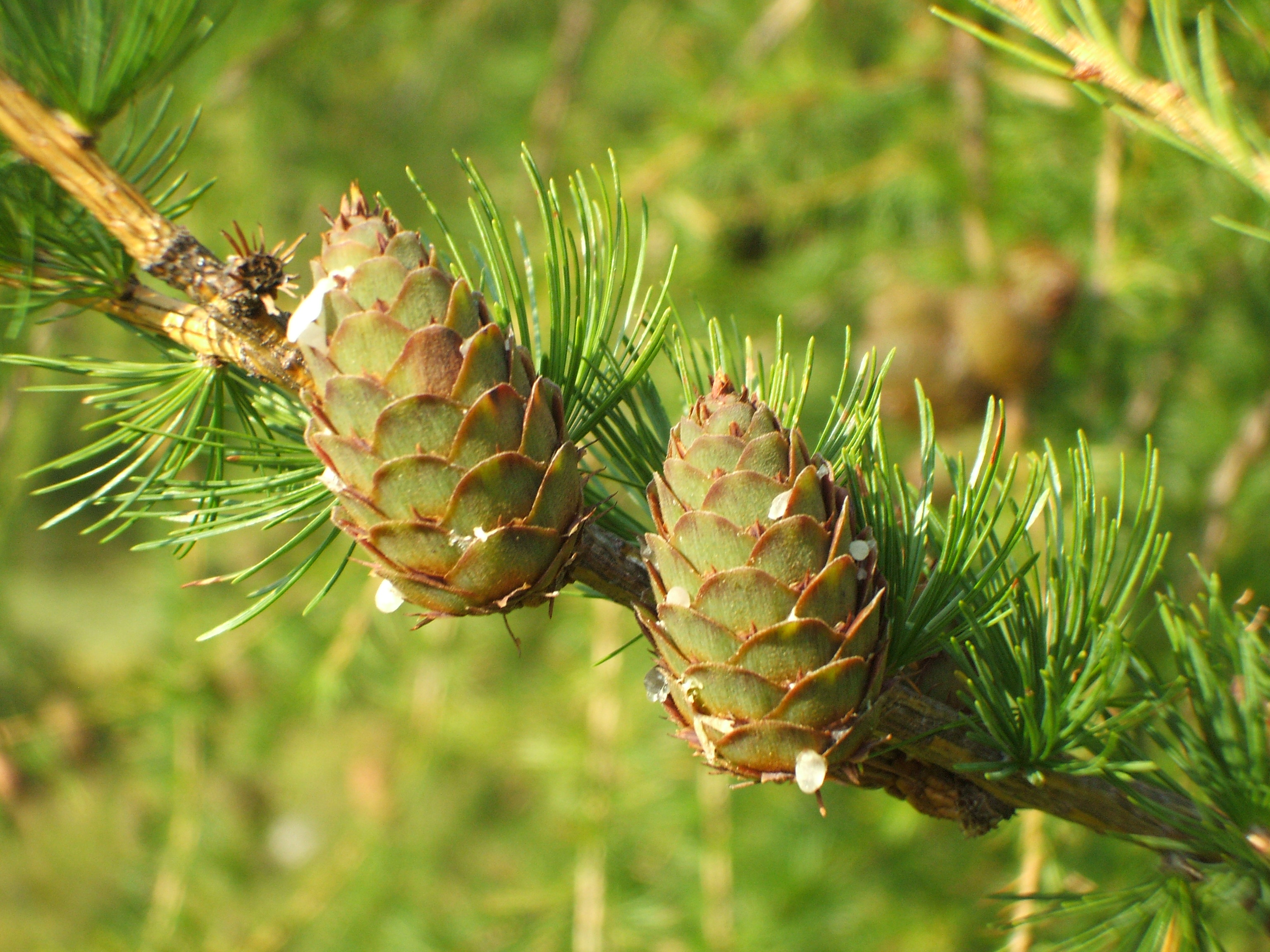
Dojrzewające szyszki modrzewia europejskiego
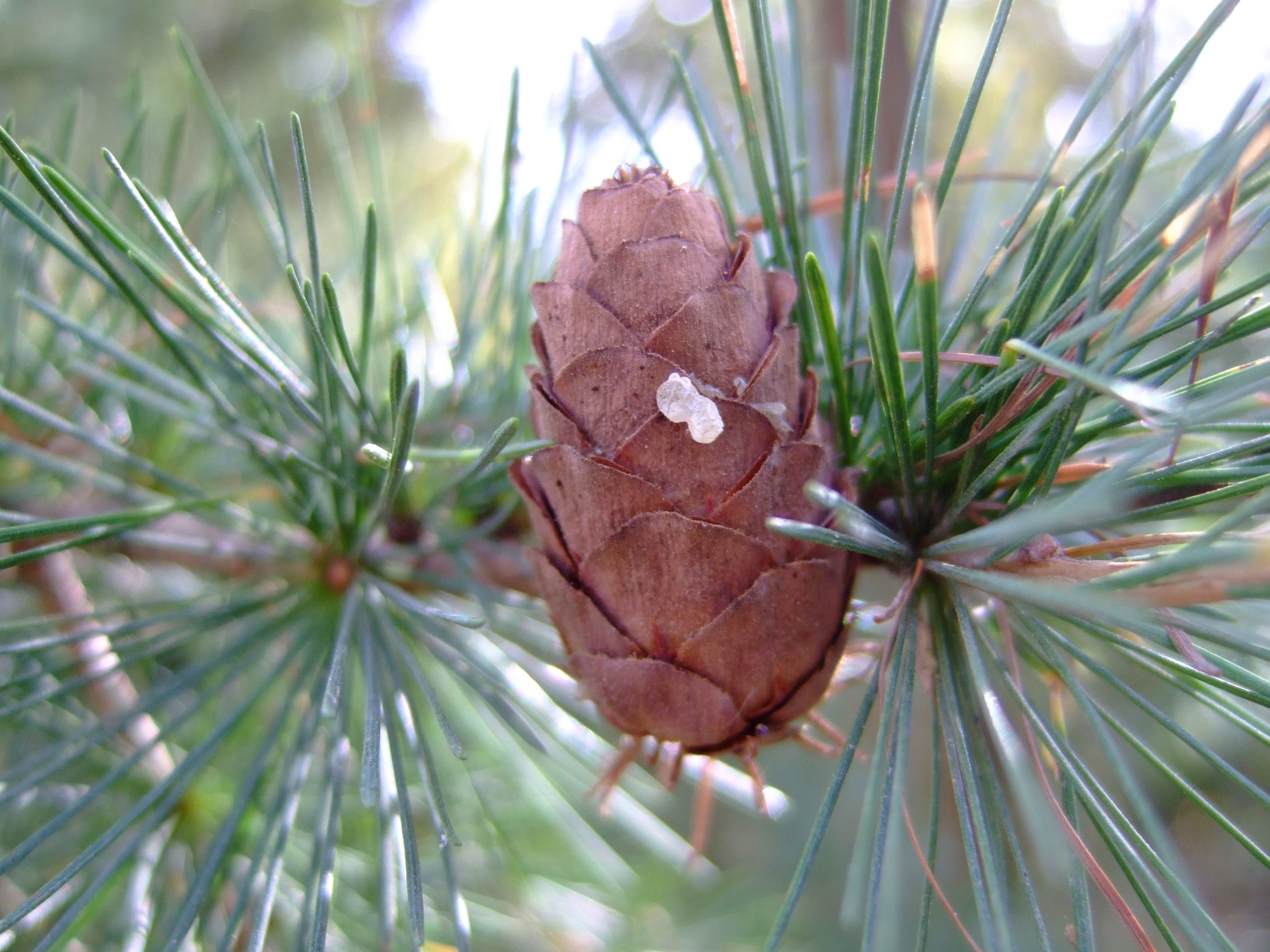
Dojrzała szyszka modrzewia europejskiego

## Systematyka

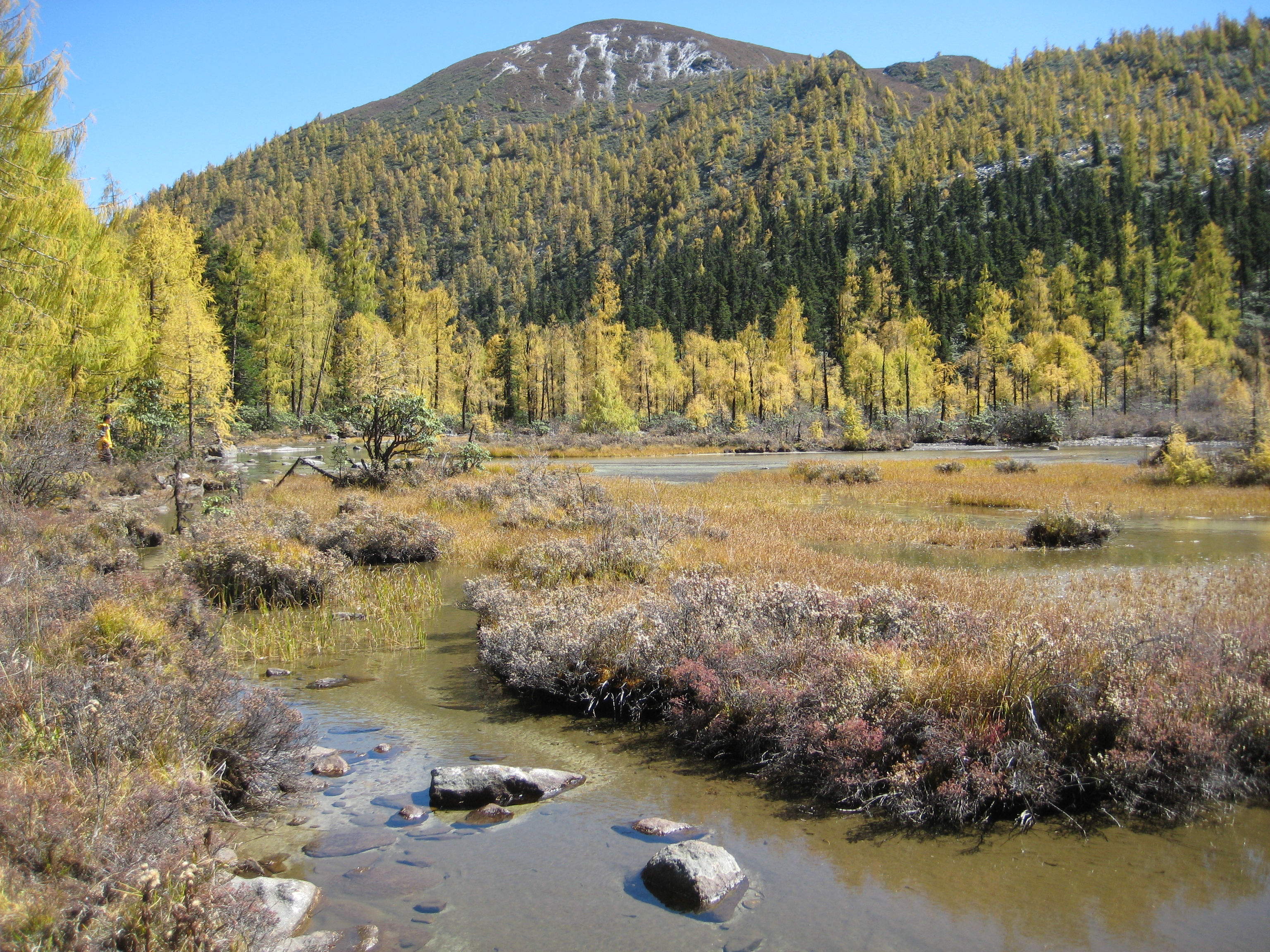
Modrzew chiński jesienią

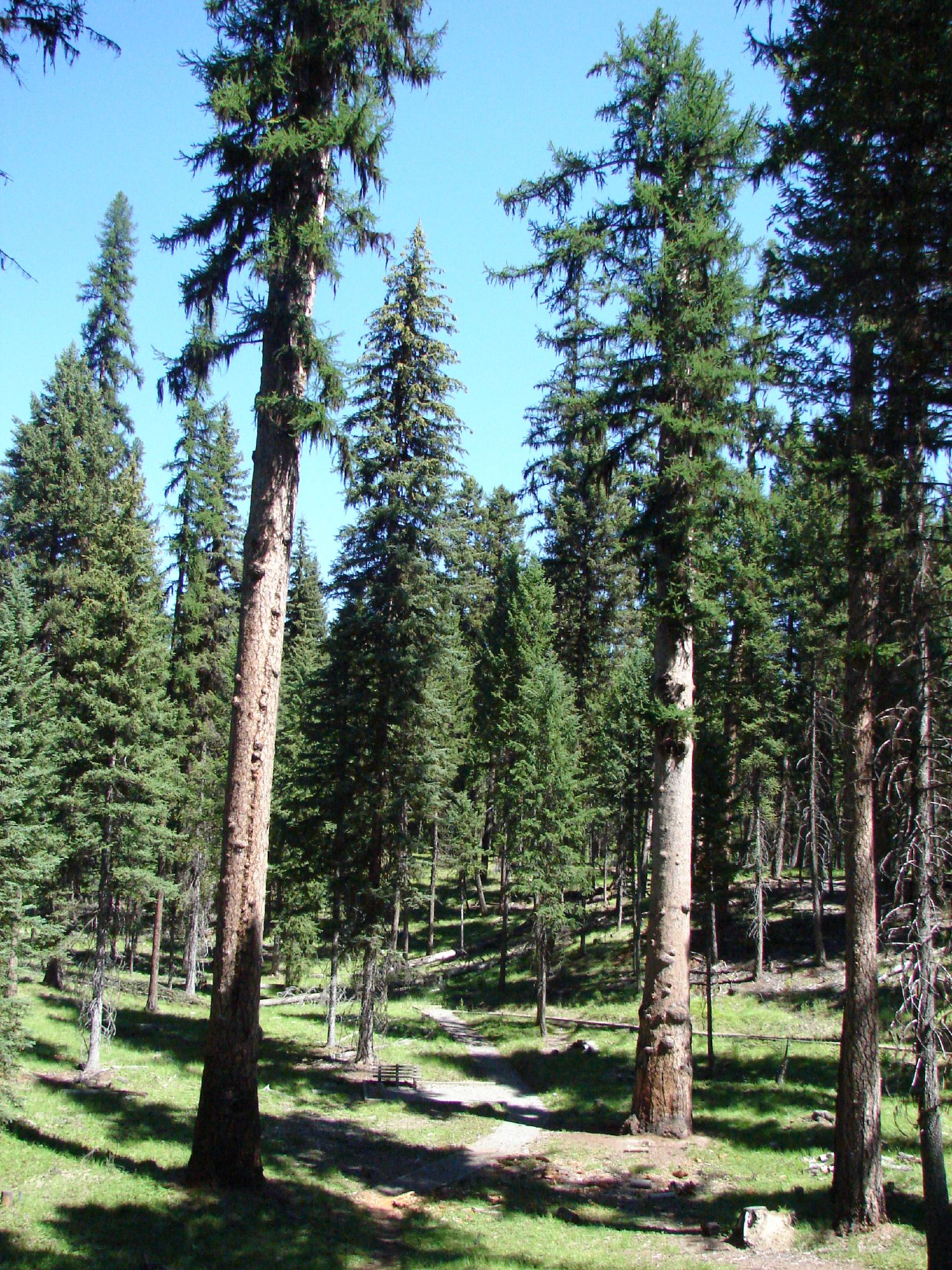
Las z modrzewiem zachodnim

Rodzaj z rodziny sosnowatych Pinaceae. W klasyfikacjach dzielących tę rodzinę na dwa główne klady należy do kladu pinoid obejmującego rodzaje: daglezja, świerk, sosna i Cathaya. W obrębie tego kladu jest siostrzany dla rodzaju daglezja Pseudotsuga. Wraz z daglezją wyodrębniany jest w podrodzinę modrzewiowe Laricoideae. Bliskie pokrewieństwo tych dwóch rodzajów potwierdzone jest badaniami molekularnymi, anatomicznymi (budowa pędów, ziarn pyłku, kształt okienka). Taksonem siostrzanym dla modrzewia i daglezji jest znany ze skamieniałości Eathiestrobus mackenziei.
Dawniej za najbliższych krewnych modrzewi uznawano (ze względu na wykształcanie krótkopędów) rodzaje modrzewnik Pseudolarix i cedr Cedrus.
Klasyfikacja taksonów wewnątrzrodzajowych jest problematyczna i różni autorzy wyróżniają tu różną liczbę gatunków, zwykle od ok. 10 do kilkunastu, czasem nawet 22 lub 25. Łączone są one w dwie sekcje – Larix i Multiserialis Patschke. Do pierwszej zaliczono gatunki o szyszkach jajowatych do cylindrycznych (powyżej 3 cm długości), z łuskami okrywającymi co najmniej tak długimi jak nasienne, z łuskami w licznych (ponad 15) prostnicach. Do drugiej włączono modrzewie o szyszkach okrągłych do jajowatych (pon. 4 cm długości), z łuskami wspierającymi ok. dwukrotnie krótszymi od nasiennych, z łuskami w nielicznych prostnicach (od 4 do 15). Do Multiserialis zaliczane są dwa gatunki amerykańskie (L. lyallii i L. occidentalis) oraz modrzewie chińskie (L. griffithii, L. potaninii, L. mastersiana), a do sekcji Larix pozostałe. Relacje filogenetyczne w obrębie rodzaju tylko częściowo wspierają tradycyjny podział oparty na kryteriach morfologicznych. Najstarszą linię rozwojową (klad bazalny) w obrębie rodzaju reprezentują oba gatunki amerykańskie z sekcji Multiserialis, pozostałe gatunki dzielą się na dwie linie zgodnie z klasyfikacją opartą na kryterium morfologicznym z wyjątkiem modrzewia syberyjskiego, który mimo krótkich łusek wspierających jest bliżej spokrewniony z modrzewiami sekcji Multiserialis. Jego genetyczne pokrewieństwo z niepodobnymi morfologicznie gatunkami tłumaczone jest przepływem genów z wczesnego okresu różnicowania się obu linii rozwojowych modrzewi.
Wykaz gatunków
europejskie:
- Larix decidua Mill. – modrzew europejski

azjatyckie:
- Larix gmelinii (Rupr.) Kuzen. – modrzew dahurski
- Larix griffithii Hook.f. – modrzew Griffitha
- Larix kaempferi (Lamb.) Carrière – modrzew japoński
- Larix mastersiana Rehder & E.H.Wilson
- Larix potaninii Batalin – modrzew chiński
- Larix sibirica Ledeb. – modrzew syberyjski

amerykańskie:
- Larix laricina (Du Roi) K.Koch – modrzew amerykański
- Larix lyallii Parl. – modrzew Lyalla
- Larix occidentalis Nutt. – modrzew zachodni

Mieszańce
- Larix × czekanowskii Szafer – modrzew Czekanowskiego
- Larix × eurokurilensis Rohmeder & Dimpfelmeier – modrzew eurodahurski
- Larix × marschlinsii Coaz, syn. L. × eurolepis Henry – modrzew eurojapoński
- Larix × pendula (Solander) Salisbury – modrzew zwisły

## Biologia i ekologia
Drzewa jednopienne dożywające ok. 500–600, rzadziej więcej lat. Kwitnienie następuje wczesną wiosną, przed rozwinięciem się liści. U większości gatunków najpierw zakwitają kwiaty męskie (→ protoandria). Szyszki i nasiona dojrzewają zwykle w ciągu tego samego roku – jesienią, ale pozostają na drzewach w sumie 3–4 lata. Zapylenie i rozsiewanie nasion następuje za pomocą wiatru (→ anemogamia). Kiełkowanie jest nadziemne. Siewki rozwijają od 4 do 9, najczęściej 5–6 liścieni.
Modrzewie zasiedlają w większości obszary górskie. Najwyżej sięga L. potaninii rosnący w Himalajach na rzędnej do 4800 m n.p.m., a L. griffithii i L. sibirica sięgają (odpowiednio w Himalajach i Ałtaju) do 3700 m n.p.m. Modrzewie rosną zwykle w miejscach o glebach głębokich i dobrze przewietrzanych, ale część gatunków rośnie także na glebach płytkich i podmokłych, wykształcając wówczas płaskie, płytkie systemy korzeniowe.
W lasach tworzą w naturze lite drzewostany lub z udziałem innych gatunków z rodzajów świerk, jodła, sosna, brzoza, rzadziej dąb.